# De Vriendschap (waterschap)
De Vriendschap is een voormalig waterschap in de provincie Groningen.
De polder lag ten westen van Muntendam. De noordgrens lag op de huidige Hartweg, de oostgrens op de Bovenweg en de zuidgrens op de Tolweg. De westgrens lag zo'n 1100 m westelijk van de Tolweg. De molen sloeg uit op een van de wijken van het Tripscompagniesterdiep, de door het waterschap Jeannette liep.
In 1920 is het waterschap toegevoegd aan Jeanette. Waterstaatkundig gezien ligt het gebied sinds 2000 binnen dat van het waterschap Hunze en Aa's.